# Lucas & Luan
Lucas & Luan é uma dupla brasileira de música sertaneja formada pelos irmãos José Lucas de Ângelo e Josué de Ângelo.
Nasceram na fazenda Santa Terezinha na cidade de Guará, São Paulo, atualmente residem em São Simão, no mesmo estado.
| Ano  | Discografia          | Hits |
| ---- | -------------------- | --- |
| 1990 | Vol. 01              | |
| 1992 | Vol. 02              | Eu Só Penso Em Você                                                                                          |
| 1996 | Amor Pirata          | Horizonte Azul / Amor Pirata / Suspeitas Demais (Suspicious Minds)                                           |
| 1997 | Solidão              | Solidão / Mãe                                                                                                |
| 1999 | Vol. 05              | Preciso Muito Mais / Paixão Que Mexe Comigo / Mexe Que É Bom / Sua Ida                                       |
| 2000 | Vol. 06              | Para com Isso / Quem Ama Não Trai / Hoje A Noite Não Tem Luar / Preciso Desse Amor                           |
| 2002 | Só Seu Amor Importa  | Só Seu Amor Importa / Pouco A Pouco                                                                          |
| 2004 | Vai Rolar Beijo      | Saudade Dela / Casa Solidão                                                                                  |
| 2006 | Ninguém Segura       | Vem / Dona Dos Meus Sonhos (When I Die) Minha Filha, Meu Anjo                                                |
| 2008 | Ao Vivo              | É Bom Demais (com: Rionegro & Solimões) / Mais Que Atração                                                   |
| 2010 | Eu Quero Sempre Mais | Pensa Em Mim (com: Jorge & Mateus) / Paixão Não Se Deleta / Pondera                                          |
| 2012 |                      | Presente De Deus / Amor Que Sonhei / Tempo / Inventei Amores / Paixão Dobrada (com: João Carreiro & Capataz) |
| 2014 | 20 Anos              | Homem De Fé / Horizonte Azul / Pensa Em Mim / Só Seu Amor Importa                                            |

Alguns dos vários sucessos da dupla fora regravadas por grandes nomes da música sertaneja, são elas: Mexe Que é Bom - Zezé Di Camargo e Luciano, Horizonte Azul - Leandro e Leonardo, Sertanejo De Coração - Guilherme & Gustavo / Milionário & José Rico, Maluco Por Você - João Bosco & Vinícius e Vem - Grupo Tradição.